# مدل موجودیت–رابطه

مثالی از مدل ای-آر

مدل موجودیت-رابطه(به انگلیسی: Entity–relationship model) یا مدل ای-آر، نوعی مدل‌سازی داده است که در آن سعی شده به داده‌ها از دید کسب و کاراصلی این مدل،موجودیتها هستند که با خطوطی که بیانگر رابطه‌ها هستند به یکدیگر متصل می‌شوند.